# 尾行
尾行（びこう）は、対象人物に気付かれないように後をつけて、行動などを監視すること。並行し、記録・撮影などを行うことがある。警察では「行確」（行動確認）と呼ばれる。

## 概要
警察の刑事巡査や公安警察が容疑者やスパイの行動を監視する目的のほか、探偵が素行調査・浮気調査などにおいて、調査対象者の行動を監視する目的で行う。
尾行のコツは「一瞬たりとも視界から対象者を外さず」さらに「気配を消す」ことにある。2人で話しながら尾行することで気配を消す。対象者を見失うのは、対象者の特徴を把握していないことが多い。特徴は、髪形、歩き方、服装、カバンや持ち物を把握しインプットする。さらに、対象者の上半身ではなく、靴の踵に視線を送る。それにより、対象者に尾行を気付かれにくくなる。自身の服装は地味に目立たなくする。深追いせず、気付かれそうな場合は打ち切る。警戒心が強い対象者の場合、尾行を確認するための点検行動をとるため、急に相手が反転した場合でも、自分自身が反転しない。すれ違う際には対象者と目を合わせない。夜間や張り込みの場合はタバコは吸わないなど。自動車での尾行では目立つ色は避け、その地域に合ったナンバープレートを使用。他府県ナンバーは使用せず、場合によっては地元ナンバーのレンタカーを借りる。
尾行自体を取り締まる法律はないが、「他人の進路に立ちふさがり、若しくはその身辺に群がつて立ち退こうとせず、又は不安若しくは迷惑を覚えさせるような仕方で他人につきまとった場合」は、軽犯罪法違反「つきまとい」行為 第1条 第28号または、各都道府県の迷惑防止条例に該当する可能性、あるいは探偵による「人の不安若しくは迷惑を覚えさせるような仕方」による尾行や張込みでは、探偵業法6条の「人の生活の平穏を害する等個人の権利利益を侵害することがないようにしなければならない」に該当する場合もあり、検挙対象となる。

## 公安警察
公安警察が対象者を尾行する場合は通常、チームで行う。しかし、事情によっては1人で追わねばならない状況があるが、この場合、「スパイの外交官A」と「Aに接触するスパイでないB」の2人を同時に追っていたケースで、もし2人が接触後に異なった方向に歩き出した場合は、Bを追うのが通例である。これは外交関係に関するウィーン条約により外交特権が認められていることから、外交官は逮捕できないためで、スパイに接触したBを捜査して逮捕するほかない。日本では、スパイ行為そのものを罰する法律がないため、横領罪、窃盗罪など個別の法令を適用して取締りを行うことになる。また、尾行の目的は秘匿し対象者の監視を行う秘匿チームだけではなく、わざとばれるように尾行して対象者に付きまとい、本来意図する行動をさせないことを目的とする強制尾行チームがある。尾行を中断しなければならないケースには、失尾（見失うこと）と脱尾（高度な判断により、あえて尾行を中断する）」の2つがある。
ロシア担当の外事一課（通称ソトイチ）の捜査員の約3割はロシア語が堪能である。強制尾行の場合には、トイレで横に並び用を足したり、電車で並んで吊皮を握る場合などもあり、相手がいら立ち、捜査員に食ってかかるケースもあるが、相手も日本語が堪能であるため、罵り合いは通常日本語になるという。強制追尾を延々と続けた結果、スパイは任務が果たすことができずに任期半ばで帰国することもある。秘匿捜査には細心の注意が必要であるが、こうした事情で、強制追尾は捜査員たちにとって意外と楽しい仕事であるという。
刑事巡査と公安警察は通常、仲が悪く、刑事巡査の中には公安を嫌っているものが多いが、尾行に関しては刑事巡査よりも、公安警察の方が熟達している。公安には追尾専門の捜査員がおり、彼らは絶対に対象者を見失わないといわれる。

## 刑事巡査
警察では尾行を一般に「行確」（行動確認）と呼んでいる。尾行に関しては、公安警察よりも技術が低いとされる。

## 自衛隊情報保全隊
自衛隊でも尾行は行われている。かつては自衛隊中央調査隊と称されたが、情報保全隊に新編され、情報収集や保全を任務とする組織である。

## 探偵
素行調査・浮気調査など行動調査において、調査対象者の行動を監視する目的で行われる。同時にカメラなどで記録・撮影などを行い証拠の取得を行う。興信所の多くは、2人-4人で行うことが多い。規模の小さな調査会社では2名体制の場合も多いが、最低2人いないと見失いのリスクが高い。都心部の調査では3名、郊外では2-3名、地方都市では2名が標準になっている。日本探偵業協会によると、2013年前後から調査員1名あたりの料金を明示し、調査内容に応じて適正な調査員数で見積もりを行う調査会社が増え始めた。素行調査の料金は、調査員1名あたり1時間1万円（消費税別）で1日5時間から、1都3県外は1日8時間からとなっている。